# Maastricht School of Management
De Maastricht School of Management (MsM of MSM), aanvankelijk Research-instituut voor Bedrijfswetenschappen (RVB), was van 1952 tot 2022 een zelfstandige postacademische managementschool. Vanaf 2022 is de opleiding onderdeel van de School of Business and Economics, een van de zes faculteiten van de Universiteit Maastricht, gevestigd in de Nederlandse stad Maastricht.

## Geschiedenis

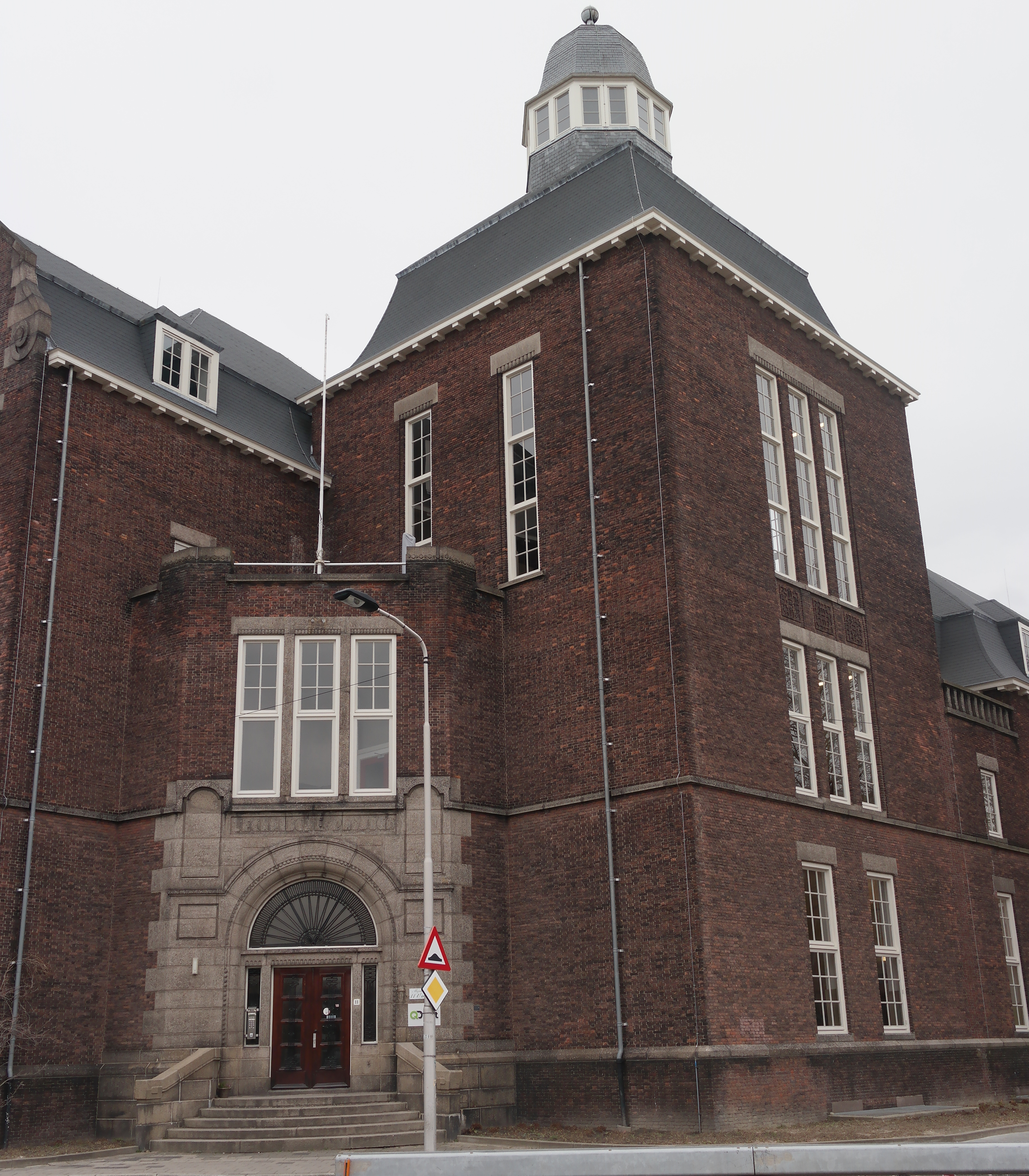
Mijnbouwplein 11, Delft: huisvesting RVB

### 1952-1989: RVB Delft
In 1952 werd aan de Technische Hogeschool Delft (TH Delft) het Research-instituut voor Bedrijfswetenschappen (RVB) opgericht, een van de eerste managementopleidingen in Nederland. Het betrof een semi-onafhankelijke onderwijsinstelling, geaffilieerd aan de TH Delft en het Nuffic, en grotendeels gefinancierd met overheidsgelden. Een van de drijvende krachten achter de oprichting van het instituut was prof. Berend Willem Berenschot (1895-1964). Bestuursvoorzitter in de beginperiode was de mijnbouwkundige en politicus Frans Wijffels (1899-1968).
Vanaf 1955 bood het instituut internationale cursussen voor het midden- en kleinbedrijf aan; vanaf 1959 richtte het RVB zich op scholing van toekomstige managers in ontwikkelingslanden.  In de jaren 1980 was het instituut gevestigd in het voormalige gebouw van het laboratorium voor microchemie en metallografie aan het Mijnbouwplein 11 in de Delftse TU-wijk. Het bood in die tijd voor 15.500 gulden Engelstalige, postacademische cursussen van drie maanden aan, waarna men een diploma ontving. In 1984 bood het RVB, op initiatief van de nieuwe decaan El Namaki, als eerste in Nederland de opleiding Master of Business Administration (MBA) aan. Begin 1987 startte het RVB het Hunan Management College in Changsha, China, met onder andere een MBA-programma, het eerste in China.

### 1989-2022: MSM Maastricht

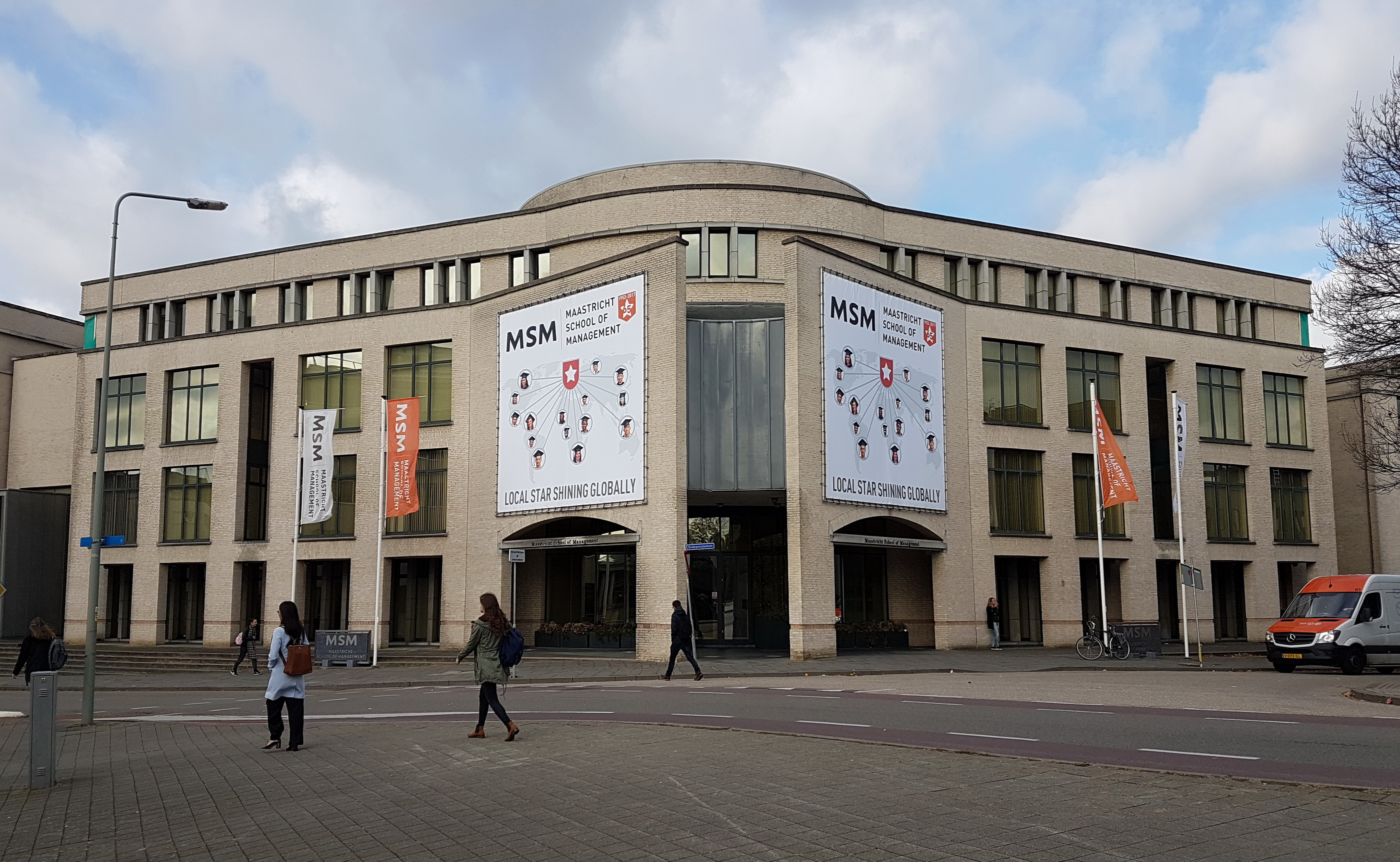
Joseph Bechlaan 100, Maastricht-Randwyck: huisvesting MSM, 1989-2022

In 1989 verhuisde het instituut naar Maastricht en werd het omgedoopt tot Maastricht School of Management (MSM). De verhuizing paste binnen het kader van een gezamenlijke visie van gouverneur Kremers en decaan El Namaki om Zuid-Limburg "het Boston van Europa te maken". Minister van Buitenlandse Zaken Hans van den Broek verwelkomde de studenten, waarvan de meesten afkomstig waren uit minder welvarende delen van de wereld. Een jaar later werd de nieuwe campus in Randwyck officieel geopend door prins Claus. In 1998 opende Van den Broek, inmiddels Europees Commissaris voor Buitenlandse Betrekkingen, de uitbreiding van de school met onder andere een hostel.   Op 1 september 1999 werd de Palestijnse leider Yasser Arafat benoemd tot 'honorary fellow', een onderscheiding die hij persoonlijk in ontvangst kwam nemen. Vanaf 1999 biedt MSM in samenwerking met de Universiteit van Nanjing MBA-opleidingen in China aan. Begin eenentwintigste eeuw moesten kort na elkaar twee directeuren opstappen vanwege belangenverstrengeling. Op 5 september 2012 werd het zestigjarig bestaan gevierd in aanwezigheid van prinses Máxima.
In 2021-2022 vonden fusiebesprekingen plaats met de Universiteit Maastricht (UM) – de zevende poging sinds 1996. Eerdere pogingen strandden om uiteenlopende redenen. In januari 2022 verscheen een kritisch artikel over de MSM in NRC Handelsblad. Een onderzoek van journalist Joep Dohmen wees uit dat er een cultuur van nepotisme, mismanagement en inmenging door Limburgse ex-politici bestond. Daarbij speelden met name de langjarige bestuursvoorzitters en CDA-politici René van der Linden en Léon Frissen een centrale rol. Volgens Dohmen verdwenen miljoenen euro's van de gesubsidieerde business-school in de exploitatie van een met de school verbonden verlieslijdend hotel (ApartHotel Randwyck). Ook bleven MSM-bestuurders, onder wie voormalig UM-rector Luc Soete (MSM-bestuurslid 2004-2015), langer in functie dan volgens de statuten was toegestaan. Het artikel belichtte tevens de veelvuldig voorkomende conflicten tussen de oppermachtige raad van bestuur en de decanen, waarvan er drie opstapten nadat de verhoudingen onwerkbaar waren geworden. De UM liet in een reactie weten dat de voorgenomen fusie wordt doorgezet, dat de bestaande 'governance'-structuur van de MSM niet zal worden overgenomen en dat het hotel zal worden verkocht. Het ministerie van Onderwijs, Cultuur en Wetenschap heeft de UM om opheldering gevraagd. In mei 2022 verscheen het kritische boek De vriendenreünie: Limburgse praktijken van Joep Dohmen en Paul van der Steen, waarin de onderzoeksjournalisten een hoofdstuk wijden aan de bestuurscultuur bij de MSM, getiteld 'Maastricht School of Mismanagement'. Het hoofdstuk is grotendeels gebaseerd op het eerder genoemde artikel in NRC Handelsblad. De auteurs beschrijven een periode van ruim twintig jaar, waarin volgens hen sprake is geweest van mismanagement.

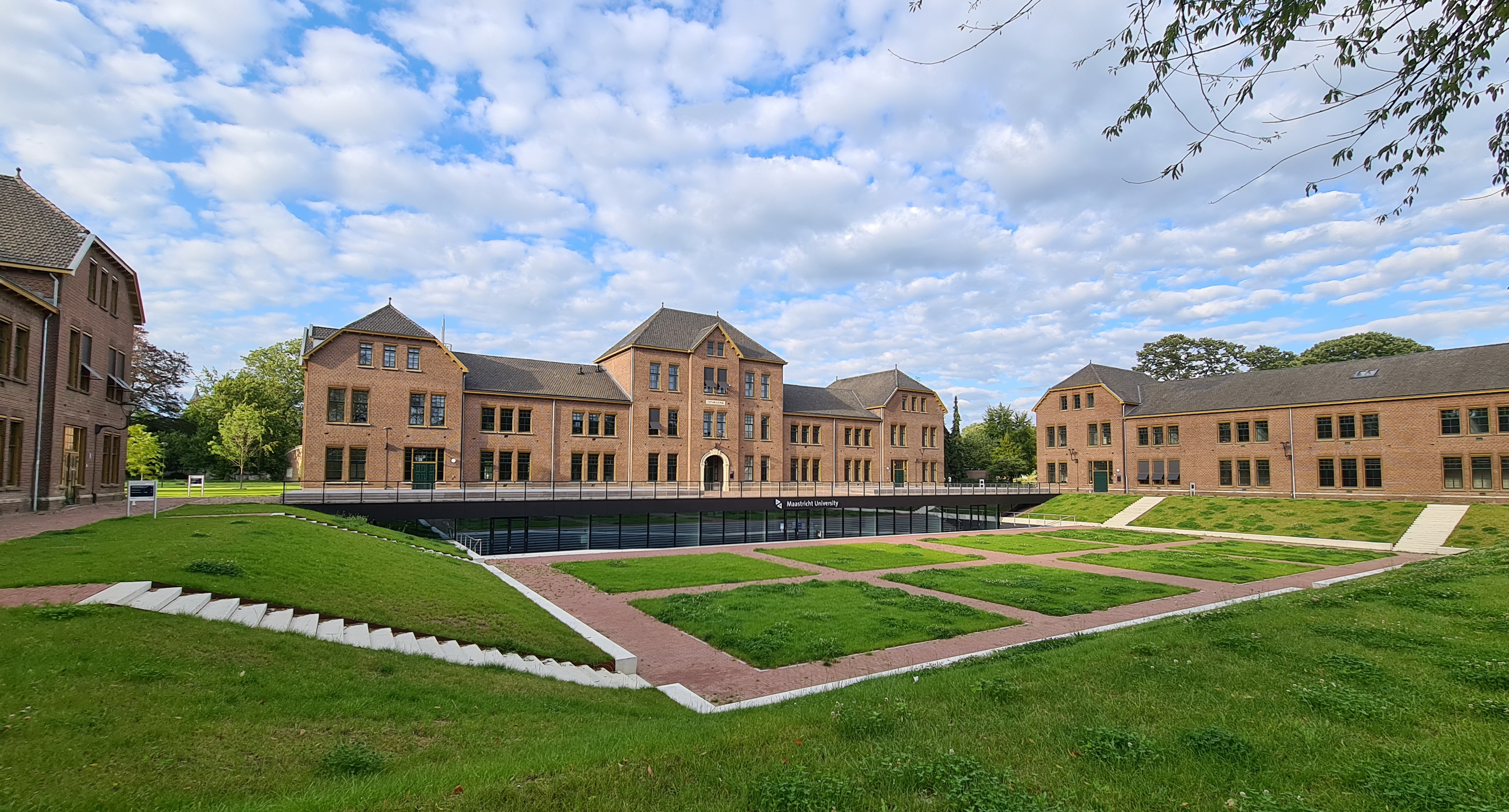
Tapijnkazerne: huisvesting MSM vanaf 2022

### Vanaf 2022: MSM als onderdeel van UM
MSM wordt met ingang van het academische jaar 2022-2023 onderdeel van de School of Business and Economics van de UM.  MSM-bestuursvoorzitter Leon Frissen is op 1 september 2022 opgestapt uit het MSM-bestuur na een kritisch artikel over de MSM in NRC Handelsblad. Hij en  Monique Caubo, die op 1 september 2022 ook uit het MSM-bestuur is gestapt, blijven echter bestuursleden van de Stichting FISH die het ApartHotel Randwyck exploiteert. 
De Stichting MSM zal in aangepaste vorm een beperkt aantal jaren blijven bestaan, onder meer om zittende studenten in de gelegenheid te stellen om MSM-diploma's te behalen. Volgens planning starten de medewerkers van MSM na de zomer op hun nieuwe werkplek bij SBE: de voormalige Tapijnkazerne (nr. 11). Niet bekend is wat er met het gebouw aan het Endepolsdomein gebeurt.

## Onderwijs
De Maastricht School of Management biedt internationaal geaccrediteerd, Engelstalig management-onderwijs voor studenten, voornamelijk afkomstig uit ontwikkelingslanden. De gemiddelde leeftijd van de studenten, die minimaal een bachelordiploma en enkele jaren werkervaring moeten hebben, ligt tussen de 24 en 35 jaar. Jaarlijks ontvangen circa 2.000 studenten een MSM-diploma of certificaat in Maastricht of bij een van de wereldwijde partners van MSM. De school leidt op tot de graden Master of Business Administration (MBA), Executive MBA, Master of Management (MM), Master of Science in International Business (MScIB), en Doctor of Business Administration (DBA). Daarnaast houdt de MSM zich bezig met onderzoek, advies en trainingen op het gebied van voedselproductie, waterbeheer en de relatie tussen bedrijfsleven, veiligheid en bestuur in Afrika, Azië, het Midden-Oosten en Latijns-Amerika.